# Al Jensen
Allan Raymond Jensen (* 27. listopad 1958 Hamilton, Ontario) je bývalý kanadský hokejový brankář.

## Hráčská kariéra
Juniorský hokej hrál za Hamilton Fincups v soutěži OMJHL. Tým byl velmi silný s hráči jako Dale McCourt, Al Secord a Willie Huber. Spolu vyhráli v roce 1976 Memorial Cup. Dvakrát reprezentoval Kanadu na Mistrovství světa juniorů v roce 1977 a 1978. Kanadský tým v MS 1977 reprezentoval juniorský celek St. Catharines Fincups. V amatérském draftu NHL byl v roce 1978 vybrán týmem Detroit Red Wings ve druhém kole na 31. místě celkově. V té době byl považován za nejlepšího brankáře v draftu a byl také vybrán jako první brankář.
Začátky profesionální kariéry odehrál Jensen na farmě Detroitu v Kalamazoo Wings hrající soutěž IHL. Jensen se stal jedničkou v týmu a Kalamazoo Wings slavili první titul. Po sezóně 1978/79 přešel do týmu Adirondack Red Wings hrající ligu AHL. 20. listopadu 1980 odchytal první zápas v NHL za Red Wings, proti Montrealu Canadiens inkasoval sedm branek, další šanci od týmu nedostal. 23. července 1981 byl vyměněn do Washingtonu Capitals za kanadského útočníka Marka Lofthouseho. Po několika zápasech za Hershey Bears v AHL dostal příležitost a stal se druhým brankářem po Davu Parrovi. Následující rok přišel z Calgary Flames kanadský brankář Pat Riggin, který byl hlavní brankář týmu. Pro ročník 1982/83 bylo brankářské duo Riggin a Jensen, Mark Lofthouse byl odsunut na pozici třetího brankáře a převážně chytal na farmě v Hershey Bears. S Patem Rigginem vyhráli v ročníku 1983/84 trofej William M. Jennings Trophy. Následující roky sužovalo Jensena zdravotní problémy, kvůli poranění kolena v lednu 1985 donutilo dát si dvacetizápasovou pauzu.
Když se Capitals v sezóně 1986-87 spoléhali na amerického brankáře Boba Masona, vedení klubu vyměnili Jensena do Los Angeles Kings za kanadského obránce Garryho Galleyho. Za Kings se nedokázal prosadit, odchytal pouze pět zápasů. Kariéru ukončil v roce 1988 v nižší americké soutěži AHL v klubu New Haven Nighthawks.

## Ocenění a úspěchy
- 1977 OMJHL – Druhý All-Star Tým
- 1978 OMJHL – První All-Star Tým
- 1984 NHL – William M. Jennings Trophy
- 1984 NHL – Nejvíce čistých kont

## Prvenství
- Debut v NHL – 20. listopadu 1980 (Montreal Canadiens proti Detroit Red Wings)
- První inkasovaný gól v NHL – 20. listopadu 1980 (Montreal Canadiens proti Detroit Red Wings, kanadským útočníkem Bob Gainey)
- První vychytaná nula v NHL – 10. listopadu 1982 (Washington Capitals proti New Jersey Devils)

## Statistiky

### Základní části
| Sezona       | Tým                    | Liga         | Z   | V  | P  | R  | MIN  | OG  | ČK | POG  | %ChS |
| ------------ | ---------------------- | ------------ | --- | -- | -- | -- | ---- | --- | -- | ---- | ---- |
| 1975–76      | Hamilton Fincups       | OMJHL        | 28  | —  | —  | —  | 1451 | 97  | 0  | 4.01 | —    |
| 1976–77      | St. Catharines Fincups | OMJHL        | 48  | —  | —  | —  | 2727 | 168 | 2  | 3.70 | —    |
| 1977–78      | Hamilton Fincups       | OMJHL        | 43  | —  | —  | —  | 2582 | 146 | 3  | 3.39 | —    |
| 1978–79      | Kalamazoo Wings        | IHL          | 47  | —  | —  | —  | 2596 | 156 | 2  | 3.61 | —    |
| 1979–80      | Adirondack Red Wings   | AHL          | 57  | 27 | 24 | 5  | 3406 | 199 | 2  | 3.51 | .887 |
| 1980–81      | Detroit Red Wings      | NHL          | 1   | 0  | 1  | 0  | 60   | 7   | 0  | 7.00 | .767 |
| 1980–81      | Adirondack Red Wings   | AHL          | 60  | 27 | 21 | 3  | 3169 | 203 | 3  | 3.84 | .880 |
| 1981–82      | Washington Capitals    | NHL          | 26  | 8  | 8  | 4  | 1274 | 81  | 0  | 3.81 | .884 |
| 1981–82      | Hershey Bears          | AHL          | 8   | 4  | 1  | 1  | 407  | 24  | 0  | 3.54 | —    |
| 1982–83      | Washington Capitals    | NHL          | 40  | 22 | 12 | 6  | 2358 | 135 | 1  | 3.44 | .882 |
| 1982–83      | Hershey Bears          | AHL          | 6   | —  | —  | —  | 316  | 14  | 1  | 2.66 | .915 |
| 1983–84      | Washington Capitals    | NHL          | 43  | 25 | 13 | 3  | 2414 | 117 | 4  | 2.91 | .882 |
| 1983–84      | Hershey Bears          | AHL          | 3   | 1  | 2  | 0  | 180  | 16  | 0  | 5.33 | .864 |
| 1984–85      | Washington Capitals    | NHL          | 14  | 10 | 3  | 1  | 803  | 34  | 1  | 2.54 | .885 |
| 1984–85      | Binghamton Whalers     | AHL          | 3   | 2  | 1  | 0  | 180  | 9   | 0  | 3.00 | .907 |
| 1985–86      | Washington Capitals    | NHL          | 44  | 28 | 9  | 3  | 2437 | 129 | 2  | 3.18 | .890 |
| 1986–87      | Washington Capitals    | NHL          | 6   | 1  | 3  | 1  | 328  | 27  | 0  | 4.94 | .853 |
| 1986–87      | Binghamton Whalers     | AHL          | 13  | 5  | 6  | 0  | 684  | 42  | 0  | 3.68 | .875 |
| 1986–87      | Los Angeles Kings      | NHL          | 5   | 1  | 4  | 0  | 300  | 27  | 0  | 5.40 | .825 |
| 1987–88      | New Haven Nighthawks   | AHL          | 20  | 5  | 12 | 3  | 1129 | 84  | 0  | 4.46 | .873 |
| Celkem v NHL | Celkem v NHL           | Celkem v NHL | 179 | 95 | 53 | 18 | 9974 | 557 | 8  | 3.35 | .881 |

### Play-off
| Sezona       | Tým                    | Liga         | Z  | V | P | R | MIN | OG | ČK | POG  | %ChS |
| ------------ | ---------------------- | ------------ | -- | - | - | - | --- | -- | -- | ---- | ---- |
| 1975–76      | Hamilton Fincups       | OMJHL        | 3  | 2 | 0 | 0 | 140 | 6  | 1  | 2.57 | —    |
| 1976–77      | St. Catharines Fincups | OMJHL        | 13 | 7 | 5 | 1 | 707 | 36 | 1  | 3.06 | —    |
| 1977–78      | Hamilton Fincups       | OMJHL        | 17 | 8 | 5 | 4 | 967 | 43 | 1  | 2.67 | —    |
| 1978–79      | Kalamazoo Wings        | IHL          | 12 | — | — | — | 718 | 34 | 0  | 2.84 | —    |
| 1979–80      | Adirondack Red Wings   | AHL          | 4  | 0 | 4 | — | 212 | 15 | 0  | 4.25 | —    |
| 1980–81      | Adirondack Red Wings   | AHL          | 11 | 7 | 4 | — | 626 | 46 | 0  | 4.41 | —    |
| 1981–82      | Hershey Bears          | AHL          | 3  | 2 | 1 | — | 162 | 9  | 0  | 3.33 | —    |
| 1982–83      | Washington Capitals    | NHL          | 3  | 1 | 2 | — | 139 | 10 | 0  | 4.32 | .867 |
| 1983–84      | Washington Capitals    | NHL          | 6  | 3 | 1 | — | 258 | 14 | 0  | 3.26 | .883 |
| 1984–85      | Washington Capitals    | NHL          | 3  | 1 | 2 | — | 201 | 8  | 0  | 2.39 | .907 |
| Celkem v NHL | Celkem v NHL           | Celkem v NHL | 12 | 5 | 5 | — | 598 | 32 | 0  | 3.21 | .886 |

### Reprezentace
| Rok                       | Tým                       | Soutěž                    | Z  | V | P | R | MIN | OG | ČK | POG  | %ChS |
| ------------------------- | ------------------------- | ------------------------- | -- | - | - | - | --- | -- | -- | ---- | ---- |
| 1977                      | Kanada 20                 | MSJ                       | 7  | 5 | 1 | 1 | 400 | 19 | —  | 2.85 | —    |
| 1978                      | Kanada 20                 | MSJ                       | 3  | — | — | — | 180 | 12 | —  | 4.00 | —    |
| Juniorská kariéra celkově | Juniorská kariéra celkově | Juniorská kariéra celkově | 10 | — | — | — | 580 | 31 | —  | 3.21 | —    |